# Hyboella perakensis
Hyboella perakensis är en insektsart som beskrevs av Günther, K. 1939. Hyboella perakensis ingår i släktet Hyboella och familjen torngräshoppor. Inga underarter finns listade i Catalogue of Life.